# والتر كارفاليو
والتر كارفاليو (بالبرتغالية: Walter Carvalho‏) هو مصور سينمائي ورسام ومصور برازيلي، ولد في 1947 في جواو بيسوا في البرازيل.

## وصلات خارجية
- والتر كارفاليو على موقع IMDb (الإنجليزية)
- والتر كارفاليو على موقع ألو سيني (الفرنسية)
- والتر كارفاليو على موقع أول موفي (الإنجليزية)
- والتر كارفاليو على موقع قاعدة بيانات الأفلام السويدية (السويدية)
- والتر كارفاليو على موقع قاعدة بيانات الفيلم (الإنجليزية)
- والتر كارفاليو على موقع كينوبويسك (الروسية)